# Murat Paluli
Murat Paluli (Erzurum, Turquía; 9 de agosto de 1994) es un futbolista turco. Su posición es defensa y su actual club es el Sivasspor de la Superliga de Turquía.

## Trayectoria
El 6 de junio de 2022 se hace oficial su llegada al Sivasspor firmando un contrato por dos años. Su primer con el equipo fue el 30 de julio en la copa ante el Trabzonspor arrancando como titular y saliendo del cambio al 73', su equipo terminaría cayendo por marcador de 4-0.

## Estadísticas

### Clubes
Actualizado al último partido jugado el 12 de mayo de 2024.
| Körfez İskenderunspor Turquía                                                                        | 3.ª           | 2013-14       | 31  | 1 | 2  | 0 | - | - | 33  | 1 | 0,03 |
| Körfez İskenderunspor Turquía                                                                        | 3.ª           | 2014-15       | 34  | 1 | -  | - | - | - | 34  | 1 | 0,03 |
| Körfez İskenderunspor Turquía                                                                        | Total         | Total         | 65  | 2 | 2  | 0 | 0 | 0 | 67  | 2 | 0,02 |
| BB Erzurumspor Turquía                                                                               | 4.ª           | 2015-16       | 18  | 0 | 1  | 0 | - | - | 19  | 0 | 0    |
| BB Erzurumspor Turquía                                                                               | 3.ª           | 2015-16       | 22  | 0 | 2  | 1 | - | - | 24  | 1 | 0,04 |
| BB Erzurumspor Turquía                                                                               | Total         | Total         | 40  | 0 | 3  | 1 | 0 | 0 | 43  | 1 | 0,02 |
| Hatayspor Turquía                                                                                    | 3.ª           | 2017-18       | 12  | 0 | -  | - | - | - | 12  | 0 | 0    |
| Hatayspor Turquía                                                                                    | 2.ª           | 2018-19       | 33  | 0 | 2  | 0 | - | - | 35  | 0 | 0    |
| Hatayspor Turquía                                                                                    | Total         | Total         | 45  | 0 | 2  | 0 | 0 | 0 | 47  | 0 | 0    |
| Göztepe S. K. Turquía                                                                                | 1.ª           | 2019-20       | 10  | 0 | 5  | 1 | - | - | 15  | 1 | 0,07 |
| Göztepe S. K. Turquía                                                                                | 1.ª           | 2020-21       | 30  | 0 | 1  | 0 | - | - | 31  | 0 | 0    |
| Göztepe S. K. Turquía                                                                                | 1.ª           | 2021-22       | 22  | 0 | 2  | 0 | - | - | 24  | 0 | 0    |
| Göztepe S. K. Turquía                                                                                | Total         | Total         | 62  | 0 | 8  | 1 | 0 | 0 | 70  | 1 | 0,05 |
| Sivasspor Turquía                                                                                    | 1.ª           | 2022-23       | 20  | 0 | 2  | 0 | 6 | 0 | 28  | 0 | 0    |
| Sivasspor Turquía                                                                                    | 1.ª           | 2023-24       | 20  | 0 | 3  | 0 | - | - | 23  | 0 | 0    |
| Sivasspor Turquía                                                                                    | Total         | Total         | 40  | 0 | 5  | 0 | 6 | 0 | 51  | 0 | 0    |
| Total carrera                                                                                        | Total carrera | Total carrera | 252 | 2 | 20 | 2 | 6 | 0 | 278 | 4 | 0.02 |
| (1) Incluye datos de la Copa de Turquía. (2) Incluye datos de la Liga Europa Conferencia de la UEFA. |               |               |     |   |    |   |   |   |     |   |      |